# Харкевич Олександр Олександрович
Олекса́ндр Олекса́ндрович Харке́вич  (21 січня (2 лютого) 1904, Санкт-Петербург — 30 березня 1965, Москва) — російський фізик-кібернетик, учений у галузі електрозв'язку та електроакустики. Член-кореспондент Академії наук УРСР (1948). Дійсний член Академії наук СРСР (1964).

## Біографічна канва

Олександр Харкевич

1930 — закінчив Ленінградський електротехнічний інститут імені В. І. Ульянова (Леніна).
1929—1932 — працював у Центральній радіолабораторії (Ленінград).
1932—1938 — викладав у Ленінградській військовій електротехнічній лабораторії.
1938—1941 — викладав у Ленінградському електротехнічному інституті зв'язку. 
1941—1944 — проводив науково-дослідну роботу у Фізико-технічному інституті.
1944—1948 — викладав у Львівському політехнічному інституті.
1948—1952 — працював в Інституті фізики АН УРСР.
Від 1952 працював в Інституті проблем передачі інформації АН СРСР (Москва), від 1962 — його директор. Водночас (1952—1962) викладав у Московському електротехнічному інституті зв'язку.
Нагороджено орденом Леніна, орденом Трудового Червоного Прапора.
Був одружений з Тетяною Дмитрівною Отт (1903 — 1985). 30 жовтня 1927 в Ленінграді в них народився син — майбутній доктор медичних наук Дмитро Олександрович Харкевич.

## Наукова діяльність
Основні праці — з теорії та розрахунку електроакустичних апаратів, теорії інформації, з радіотехніки.
Автор понад 100 наукових робіт, зокрема 10 монографій. Його «Нариси загальної теорії зв'язку» (1955) стали однією з праць, що заклали підвалини теорії інформації.
Інші книги:
- «Теорія електроакустичних апаратів» (Москва, 1940),
- «Теоретичні основи радіозв'язку» (Москва, 1957),
- «Спектри та аналіз» (4-е видання — Москва, 1962),
- «Боротьба з поміхами» (2-е видання — Москва, 1965).